# Boreonymphon abyssorum
Boreonymphon abyssorum är en havsspindelart som först beskrevs av Norman, A.M. 1873.  Boreonymphon abyssorum ingår i släktet Boreonymphon och familjen Nymphonidae. Inga underarter finns listade.